# Vila Boa do Mondego
Vila Boa do Mondego is een plaats (freguesia) in de Portugese gemeente Celorico da Beira en telt 150 inwoners (2001).